# خراج (الدولة العثمانية)
الخراج (بالتركية: Haraç)‏ (بالأرمنية: խարջ)‏، (بالمقدونية: арач)‏، (باليونانية: χαράτσι)‏ هي ضريبة الأراضي مفروضة على الرعايا غير المسلمين في الإمبراطورية العثمانية.
الخراج تطور عن شكله السابق لضرائب الأراضي، وهو الخراج، وكان، من حيث المبدأ، يدفع فقط من قبل غير المسلمين؛ وكان ينظر إليه على أنه نظير زكاة التي يدفعها مسلم. ودمج نظام الخراح لاحقًا في نظام جزية. وفي حين أن الضرائب المحصلة من غير المسلمين كانت أعلى من تلك المحصلة من المسلمين، فإن الحقوق والفرص المقدمة لغير المسلمين كانت محدودة للغاية. وهذا حفز الناس على اعتناق الإسلام.
تغير نظام الخراج بموجب فرمان عثماني عام 1834، الذي ألغى نظام الجباية القديم، ورفعته لجنة مكونة من القاضي والأَعْيَان، أو الرعيّة في كل منطقة. وأجرى الفرمان عدة تغييرات أخرى على الضرائب كجزء من حركة إصلاح التنظيمات داخل الإمبراطورية العثمانية.